# 도요쿠니촌 (오카야마현)
도요쿠니촌(豊国村)은 오카야마현 가쓰타군에 있던 촌이다. 
현재의 미마사카시 가미야, 기타야마, 시모카미야, 도요쿠니하라, 나카오, 묘겐, 요시, 와다에 해당한다.